# Ornithogalum sintenisii
Ornithogalum sintenisii là một loài thực vật có hoa trong họ Măng tây. Loài này được Freyn mô tả khoa học đầu tiên năm 1902.

## Hình ảnh

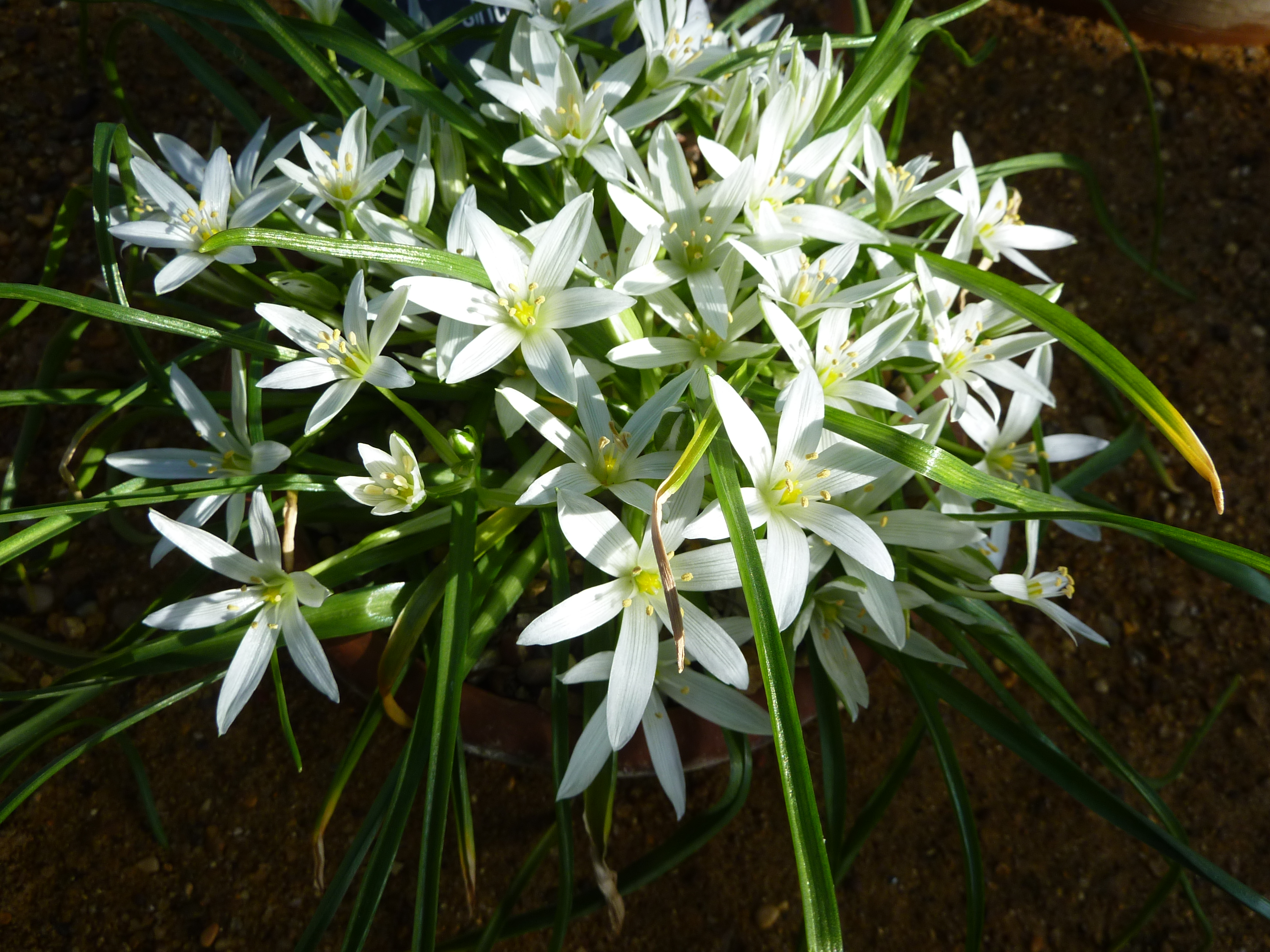